# Denisé Cassel
Denise Claire Pomeline Cassel (tidigare Bergström Cassel), född 23 juni 1991 i Linköpings Ryds församling, Östergötlands län, är en svensk politiker och 2019-2022 kommunalråd i Linköpings kommun för Kristdemokraterna (KD). Under mandatperioden 2019-2022 var hon är första vice ordförande i kommunstyrelsen och gruppledare i kommunfullmäktige.

## Biografi
Denisé Cassel växte upp i staden och turistorten Fuengirola i Spanien. Efter avlagd gymnasieexamen på Svenska skolan Costa del Sol flyttade hon tillbaka till Sverige för att studera vid Linköpings universitet. Hon är utbildad ämneslärare i spanska, engelska och svenska som andraspråk för grundskolans senare år. År 2017 började hon arbeta som politisk sekreterare för Kristdemokraterna i Linköpings kommun. 2019 blev hon kommunalråd då hon efterträdde Sara Skyttedal. Denisé Cassel var 2020-2022 ordförande i Linköping Science Park AB. Efter valet 2022 avgick Cassel från sina politiska uppdrag med undantag för det som fullmäktigeledamot för att börja arbeta som lobbyist.